# درویان علیا
درویان علیا(به کردی: دەرەویان شێخ ئەحمەو، Derewyan şêx eḧmew) روستایی از توابع بخش زیویه در شهرستان سقز است که در استان کردستان ایران قرار دارد.

## جمعیت
این روستا در دهستان خورخوره واقع شده و براساس سرشماری سال ۱۳۸۵، جمعیت آن ۴۴۶ نفر (۸۱ خانوار) بوده‌است.